# FK Iskra Danilovgrad
Maillots
Le Fudbalski klub Iskra Danilovgrad (en monténégrin : Фудбалски клуб Искра Даниловград), plus couramment abrégé en Iskra Danilovgrad, est un club monténégrin de football fondé en 1919 et basé dans la ville de Danilovgrad.

## Histoire
Le club joue en première division monténégrine depuis 2015. La saison 2019-2020 se conclut par une troisième place synonyme de qualification pour la Ligue Europa 2020-2021.

## Bilan sportif

### Palmarès
| Compétitions nationales |
| --- |
| - Championnat du Monténégro D2 (1) : - Champion : 2014-15. - Championnat du Monténégro D3 (3) : - Champion : 2006-07, 2009–10 et 2013–14. |

### Bilan européen
Note : dans les résultats ci-dessous, le score du club est toujours donné en premier
| Saison    | Compétition             | Tour              | Club              | Domicile | Extérieur | Total             |
| --------- | ----------------------- | ----------------- | ----------------- | -------- | --------- | ----------------- |
| 2020-2021 | Ligue Europa            | Tour préliminaire | FC Santa Coloma   | N/A      | 0 - 0 ap  | 0 - 0 (4 - 3 tab) |
| 2020-2021 | Ligue Europa            | Premier tour Q    | Lokomotiv Plovdiv | 0 - 1    | N/A       | 0 - 1             |
| 2022-2023 | Ligue Europa Conférence | Premier tour Q    | KF Laç            | 0 - 1    | 0 - 0     | 0 - 1             |

Légende
- Victoire ou qualification pour le tour suivant.
- Match nul.
- Défaite ou élimination de la compétition.

## Personnalités du club

### Présidents du club
- Aleksandar Pavicević

### Entraîneurs du club
- Aleksandar Nedović